# Ланцетники
Ланце́тники (лат. Branchiostoma, или Amphioxus) — род примитивных морских животных из семейства ланцетниковых (Branchiostomidae) класса ланцетников (Leptocardii). Взрослые особи ведут придонный образ жизни — населяют песчаное дно чистых морских вод; личинки являются планктоном в прибрежных зонах и открытом море. Типичный представитель рода — европейский ланцетник (Branchiostoma lanceolatum). Рассматривались как промежуточное звено между беспозвоночными и позвоночными животными.

## Строение
Строение ланцетников представляет собой базовую схему строения всех хордовых. Он сохраняет все признаки хордовых всю свою жизнь. Общий план их строения включает все характерные признаки этого типа:
- наличие хорды
- жаберные щели, пронизывающие глотку
- нервная система в виде нервной трубки; хорда находится между нервной трубкой и кишечником
- вентральное положение анального отверстия и наличие хвоста, в который не заходит кишечник, но заходят другие осевые органы — хорда и нервная трубка.

1. Мозговой пузырёк
2. Хорда
3. Нервная трубка
4. Хвостовой плавник
5. Анальное отверстие
6. Задний отдел кишечника
 в виде трубки
7. Кровеносная система
8. Атриопор
9. Окологлоточная полость
10. Жаберная щель
11. Глотка
12. Ротовая полость
13. Околоротовые щупальца
14. Предротовое отверстие
15. Гонады (яичники/семенники)
16. Глазки Гессе
17. Нервы
18. Метаплевральная складка
19. Слепой печёночный вырост
1. Спинной плавник
2. Полость спинного плавника
3. Покровы
4. Миоцель
5. Нервная трубка
6. Хорда
7. Соединительная ткань
8. Наджаберная бороздка
9. Субхордальный целом
10. Туловищная мускулатура
11. Глотка
12. Печёночный вырост
13. Жаберная щель
14. Межжаберная перегородка
15. Атриальная полость
16. Яичник
17. Брюшная поперечная мускулатура
18. Эндостиль
19. Метаплевральный целом
20. Метаплевральная складка

### Внешний вид

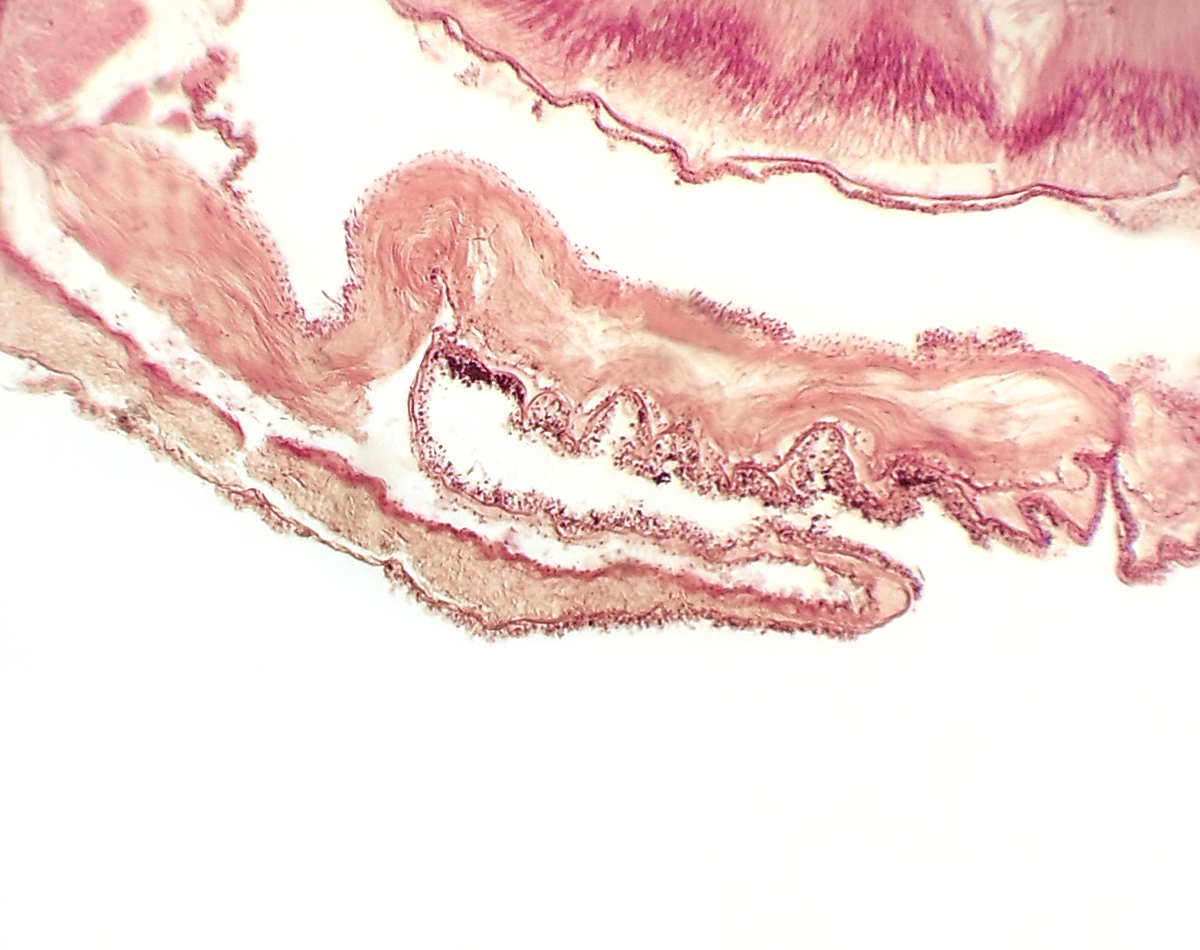
Одна из пары метаплевральных складок ланцетника

Тело у ланцетников полупрозрачное, белёсое до кремово-жёлтого, иногда с оттенком розового, со слабым металлическим блеском, сжато с боков и удлинено. Оно заострено с заднего конца, а с переднего косо срезано, брюшная сторона немного шире спинной. Длина тела ланцетников колеблется в пределах 5—8 см.
На нижней стороне переднего конца животного располагается окружённая ротовыми щупальцами предротовая воронка (или полость).
Вдоль всей спины тянется плавниковая складка — невысокий спинной плавник. Он прозрачен и поддерживается многочисленными стержневидными плавниковыми лучами. Спинной плавник без видимой границы переходит в хвостовой, копьевидной или ланцетовидной формы. Хвостовой плавник функционирует как движитель. На брюшной стороне, вдоль нижнего края хвоста, имеется короткий подхвостовой плавник (также ошибочно называемый брюшным). Граница хвостового и подхвостового плавников отмечена анальным отверстием. Все эти плавники, ориентированные в плоскости двусторонней симметрии, выполняют при движении функцию стабилизаторов, то есть не дают животному переворачиваться.
От переднего конца тела до подхвостового плавника по бокам идут так называемые метаплевральные складки. В месте схождения метаплевральных складок и подхвостового плавника располагается атриопор, или жаберная пора, — выводное отверстие атриальной, или околожаберной, полости.

### Кожный покров
Кожа ланцетников — однослойный эпителий (эпидермис), который располагается на подстилающей его тонкой базальной мембране. Сверху эпидермис покрыт кутикулой, поверхностной плёнкой из мукополисахаридов, выделяющейся из эпидермальных желёз, она защищает тонкую кожу ланцетников от повреждений. Под эпителием находится тонкий слой студенистой соединительной ткани — кориум, или кутис. Наружные покровы прозрачны, почти не пигментированы.

### Центральная нервная система
Центральной нервной системой (ЦНС) ланцетников является нервная трубка, лежащая над хордой с узкой полостью внутри — невроцелью. Передний конец нервной трубки короче хорды, эта особенность и дала подтипу название «головохордовые». Головной и спинной мозг внешне не дифференцированы, но головная и спинная части нервной трубки имеют отличное строение и выполняют разные функции:

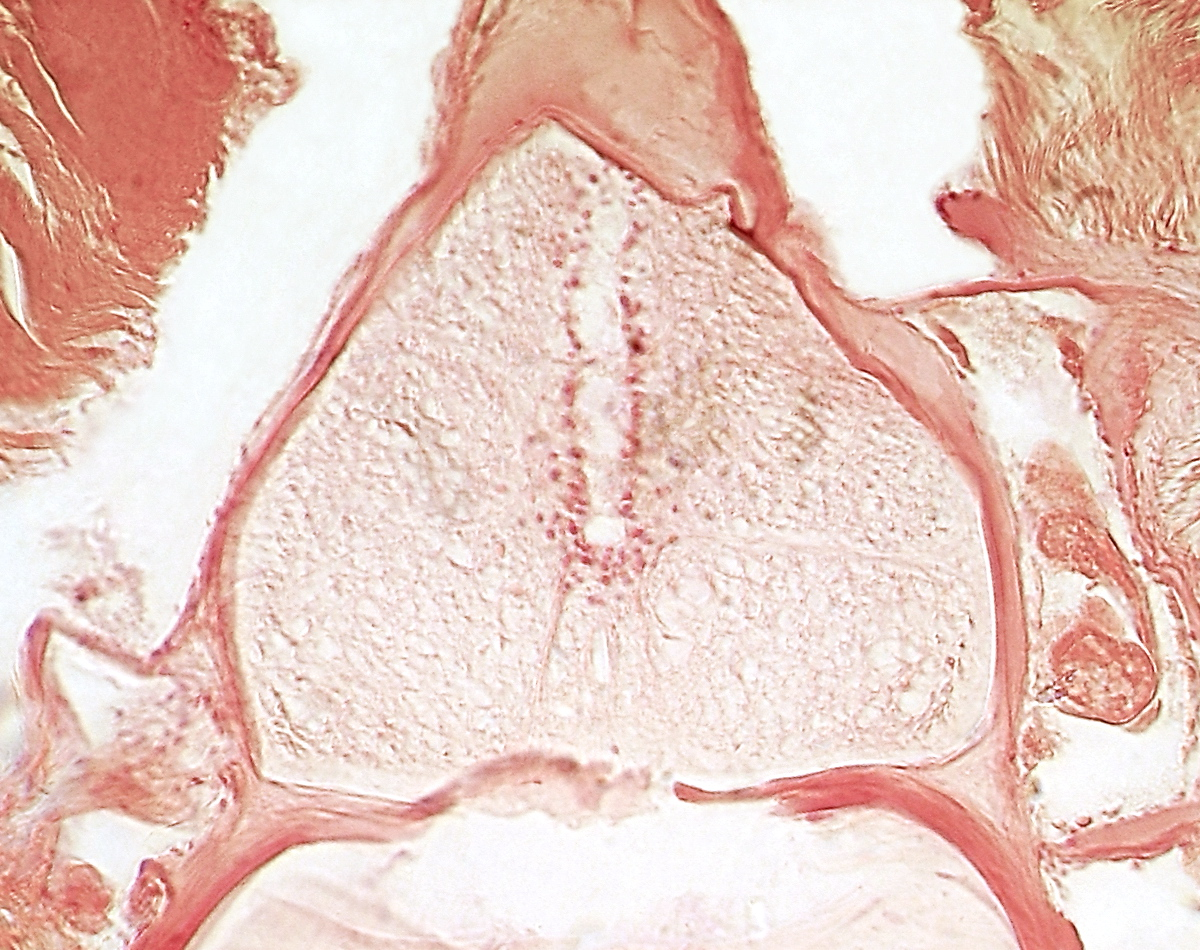
Нервная трубка

- Головной конец нервной трубки, длиной примерно в два мышечных сегмента, отвечает за регулирование рефлекторной деятельности[7]. Разрушение этого участка вызывает нарушение координации. Нервоцель в этом отделе немного расширяется. Это расширение считается зачатком, или рудиментом, мозгового желудочка (мозгового пузырька). У личинок ланцетников эта полость отверстием (невропором) связана с органом обоняния, лежащим на поверхности тела — ямкой Келликера, и не сообщается с окружающей средой. От мозгового пузырька отходят две пары чувствующих головных нервов, отвечающих за иннервацию головного конца тела. Наблюдаемы скопления особых ганглионарных клеток (мультиполярных нейронов), а в передней части нервной трубки расположен непарный глаз, пигментное пятно, функция которого до сих пор не выяснена, возможно, что это остаток органа равновесия[7].
- От спинного конца нервной трубки отходят по две пары (правая и левая) спинномозговых нервов: спинных в передней части каждого сегмента и брюшных в его задней части. Брюшной двигательный нерв, с основанием в несколько корешков, ветвится в миомере. Двигательно-чувствующий спинной нерв начинается одним корешком и включает в себя чувствующие волокна (преимущественно в коже) и двигательные (в тканях мускулатуры). Здесь отличие ланцетников (как и всех бесчерепных) от высших хордовых животных заключается в том, что спинные и брюшные корешки не объединены в единый нерв. Положение нервов тождественно расположению правых и левых миомеров, то есть они тоже характерно сдвинуты.

Правую и левую стороны каждого сегмента нервной трубки связывают нервные клетки, образующие рефлекторные дуги и нейроны.
Так как в головном отделе нервной трубки есть рудименты, можно предположить, что ЦНС современного ланцетника примитивнее, чем у его предков, это можно связать с более подвижным образом жизни последних.

### Органы чувств
Органы чувств примитивны. Тактильные ощущения воспринимаются нервными окончаниями всего эпидермиса, особенно ротовыми щупальцами. Химические раздражения воспринимаются инкапсулированными нервными клетками, которые также находятся в коже и выстилают ямку Келликера. В нервной трубке, главным образом в области её полости, расположены светочувствительные клетки с вогнутыми пигментными клетками — глазки Гессе. Полупрозрачные покровы животного свободно пропускают световые лучи, которые улавливают глазки Гессе. Они же работают как фотореле, регистрируя положение тела ланцетника в субстрате.

### Скелет
Осевым скелетом ланцетников является хорда, или нотохорд. Это светлый вертикально исчерченный стержень, который тянется, утончаясь, вдоль спинной стороны тела от переднего конца к заднему. У ланцетников хорда выдвигается далеко вперёд в головной конец, за нервную трубку.
Нотохорд ланцетников является уникальным образованием, которое не имеет аналогов среди других представителей типа хордовых. Хорда выделяется из энтодермы во время нейруляции, отшнуровываясь от спинной стороны первичной кишки, которая граничит с миогенным (образующим мышцы) комплексом. Нотохорд состоит из сложной системы поперечных вакуолизированных эпителиально-мышечных пластинок и окружен оболочкой из студенистой соединительной ткани. Пластинки находятся на большом расстоянии друг от друга и только в некоторых местах соединяются тонкими поперечными выростами. Нотохорд функционирует наподобие мускульного органа: сокращение мышц вызывает увеличение его жёсткости. Осевой скелет ланцетников обладает свойствами гидростатического скелета.
Хорда ланцетника вместе с нервной трубкой окружена соединительнотканной оболочкой, с которой соединяются перегородки между миомерами — миосепты.

### Мускулатура

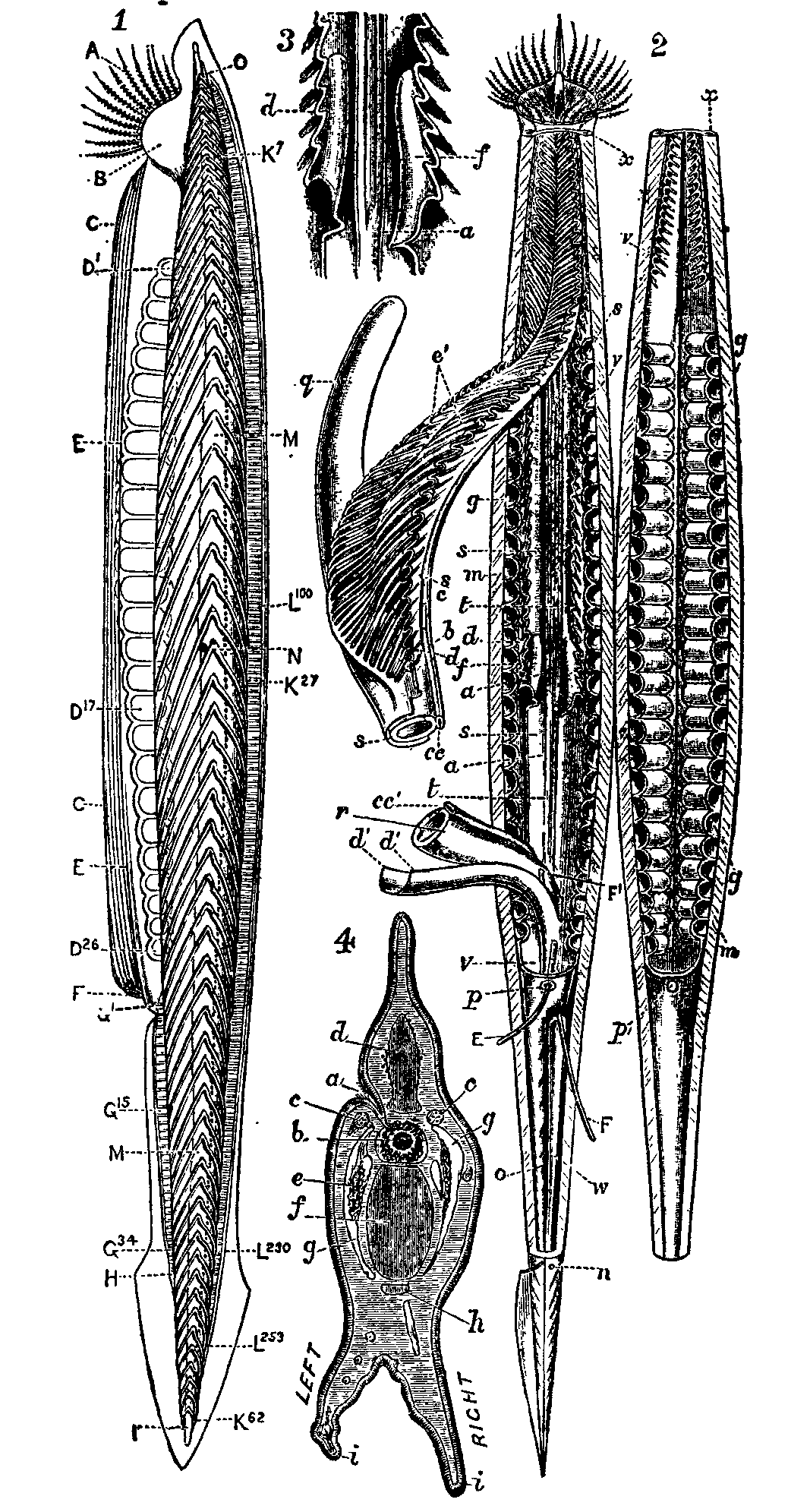
Amphioxus lauceolatus, внутреннее строение

Мускулатура ланцетника метамерна, то есть имеет посегментное строение и тянется по обе стороны хорды. Прилегающие к хорде миомеры (или миотомы) — мышечные сегменты в количестве 50—80 штук, разделены миосептами — студенистыми соединительнотканными перегородками. Миосепты сливаются с оболочкой хорды и кутисом, тонким слоем соединительной ткани кожи. Каждый миомер имеет форму половины конуса, вершина которого вкладывается в выемку следующего сегмента по направлению к переднему концу тела. Так поддерживается связь между миомерами и осевым скелетом.
Для ланцетников характерна асимметрия мускулатуры — каждый мышечный сегмент по одну сторону хорды смещается на половину по отношению к миомерам другой; расположение миосепта — напротив середины миомера противоположной стороны. Иногда такой тип сегментации, характерный также для многих представителей вендской фауны, называют симметрией скользящего отражения. От головного конца тела до атриопора по брюху ланцетника проходит особый слой несегментированных поперечных мышц.
Двигаются ланцетники червеобразно, за счёт сокращения миомеров, последовательно изгибающих тело (ундулирующее движение).
Изгибаясь, упругие лопасти хвоста толкают тело ланцетника вперёд. Ланцетник способен хвостом вперед закапываться в грунт.

### Пищеварительная система

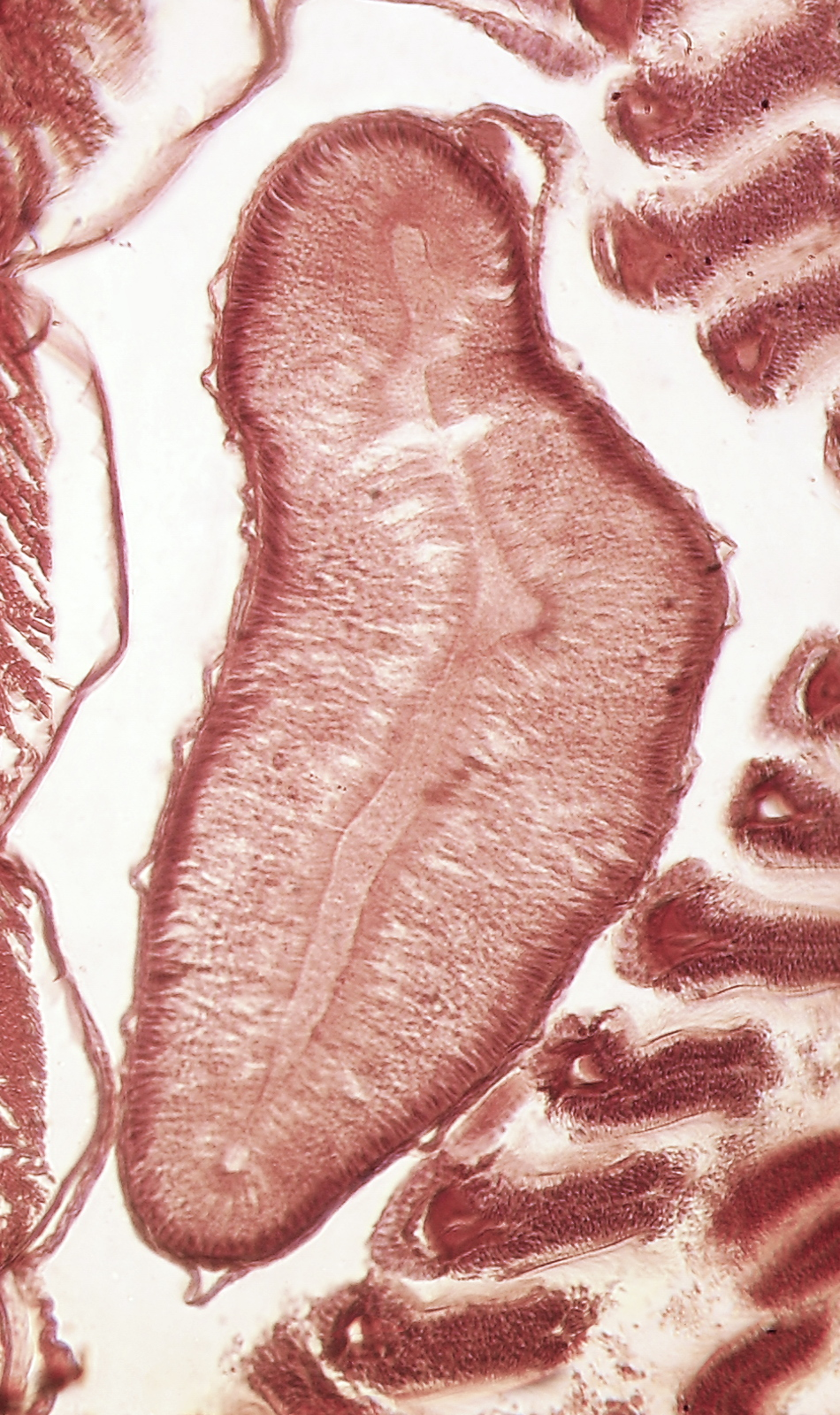
Печёночный вырост ланцетника

На нижней части головного конца располагаются ротовые щупальца и предротовая воронка, ведущая в небольшое ротовое отверстие. Оно окружено мускулистой кольцевой перепонкой — парусом. Парус выполняет функцию перегородки между ротовым отверстием и обширной глоткой. Лицевую часть паруса покрывают тонкие лентовидные выросты мерцательного органа, задняя часть имеет короткие щупальца, направленные в полость глотки; они и являются препятствием для крупных пищевых частиц.
Глотка у ланцетников занимает до трети длины тела и пронизана жаберными щелями количеством свыше 100 пар. Жаберные щели отделяются межжаберными перегородками с реснитчатым эпителием и ведут в окологлоточную, или атриальную полость, а не прямо наружу (таким образом, снаружи жаберные щели не видны; они покрыты защитными кожными складками).
Атриальная полость окружает глотку по бокам и внизу и имеет открывающееся наружу отверстие — атриопор. В виде слепого замкнутого выроста атриальная полость немного протягивается за атриопор. Движения выростов мерцательного органа и колебания ресничек, покрывающих межжаберные перегородки, направляют медленный и безостановочный ток воды в глотку. Далее вода проходит через жаберные щели в околожаберную полость, а оттуда выводится через атриопор.
Глотка имеет две борозды, выстланные ресничным и железистым эпителием. Поджаберная борозда (поджаберный желобок, эндостиль) проходит по нижней части глотки, наджаберная борозда (наджаберный желобок) — по спинной стороне глотки. Они связаны двумя полосками ресничного эпителия, которые проходят по боковым внутренним поверхностям глотки в её передней части. Клетки эндостиля выделяют слизь, которая под действием мерцания ресничек гонится к переднему концу глотки — навстречу потоку воды. По пути обволакивается и захватывается попавшая в глотку пища. После этого склеенные слизью комочки пищи по двум полукольцевым бороздкам перемещаются в наджаберную борозду, по которой они гонятся назад, к начальному отделу кишки (кишечника). Слизь, в которую была закутана пища, стекает по бокам глотки и образует на жаберных щелях слизистую мембрану, пропускающую наружу воду.
Резко сужаясь, глотка переходит в короткую, без изгибов кишку, которая заканчивается анальным отверстием. В месте перехода глотки в кишку располагается слепой пальцевидный печёночный вырост, выделяющий пищеварительные ферменты. Он находится с правой стороны глотки и направлен к головному концу ланцетника. Пищеварение происходит и в полости печёночного выроста и во всём кишечнике.

### Выделительная система
Выделительную систему ланцетников сравнивают с нефридиальной системой кольчатых и плоских червей. Она представляет собой нечто среднее между протонефридиальной и метанефридиальной системой.
Около 100 пар нефридиев метамерно расположены над полостью глотки. Они имеют вид короткой, круто изогнутой трубки, открывающейся отверстием в атриальную полость. Почти всей остальной частью нефридии входят в целом (надглоточные каналы). Эта часть трубки имеет нефростомы — немногочисленные отверстия, замкнутые группой соленоцитов, специализированных клеток с «мерцательным пламенем» — постоянно работающим жгутиком. К стенкам трубки нефридия прилегают капиллярные клубочки, через стенки которых продукты обмена попадают в целом. Из целома продукты распада проникают в соленоцит, а оттуда — в просвет нефридиальной трубки, по которой они движутся при помощи биения жгутиков соленоцитов и клеток мерцательного эпителия, выстилающих трубку. Оттуда, через отверстие нефридия, отходы попадают в околожаберную полость и выводятся из тела ланцетника.
Кроме расположенных в каждом метамере нефридиев, у ланцетника имеется непарный (левый) нефридий Гатчека, который первым появляется в онтогенезе. По своему строению он напоминает остальные нефридии.
В течение десятилетий оставалось невыясненным происхождение протонефридиев ланцетника. Старые авторы (Гудрич и др.) склонялись к мнению об их эктодермальном происхождении (так, Гудрич описал их развитие из одноклеточных зачатков, которые, по его мнению, принадлежали к эктомезодерме). Таким образом, предполагалось, что нефридии ланцетника не гомологичны мезодермальным нефронам (почкам) позвоночных. В последнее время накапливаются молекулярно-биологические данные, подкрепляющие мезодермальное происхождение нефридиев ланцетника.

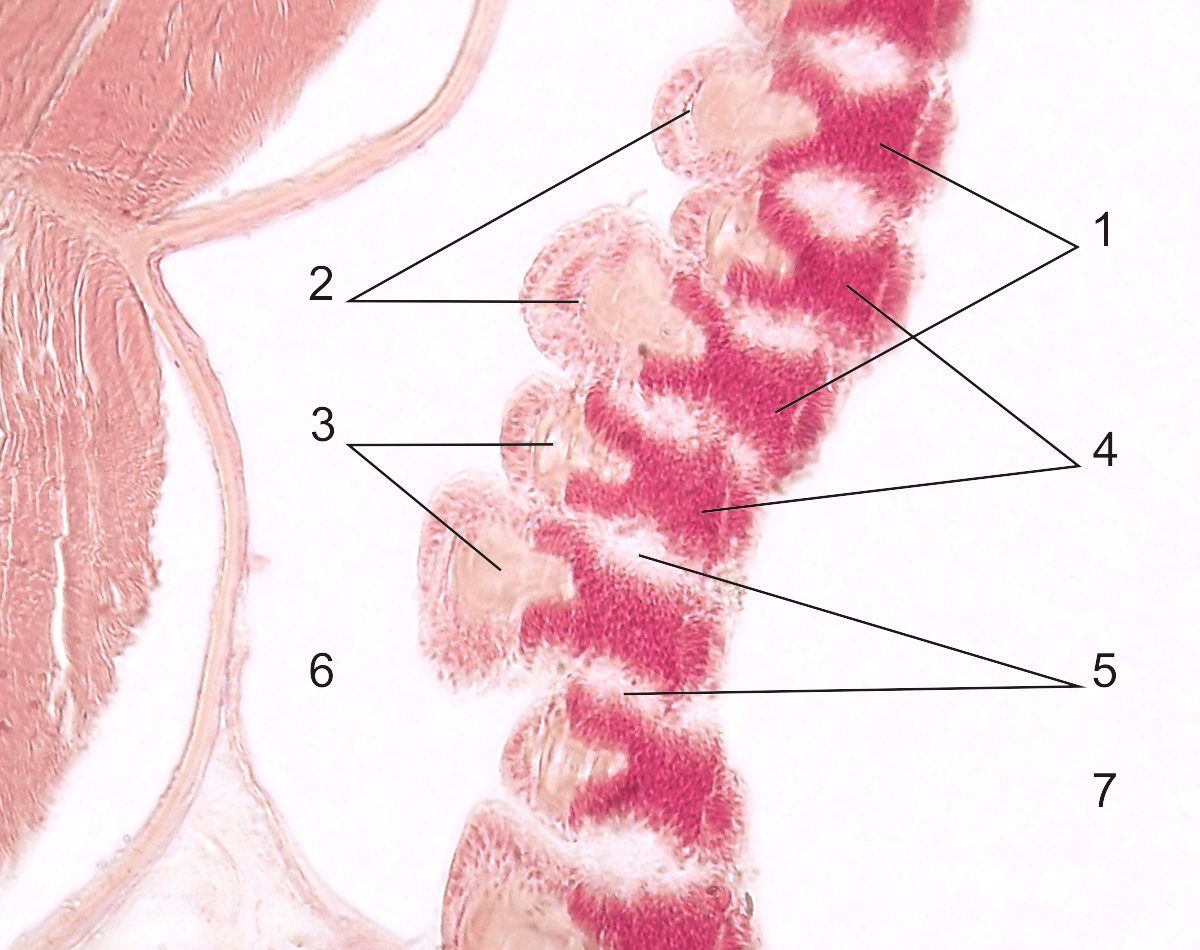
Увеличенные жаберные щели ланцетника: 1. Первичные перегородки 2. Целом 3. Опорные элементы 4. Вторичные перегородки 5. Жаберные щели 6. Атриальная полость 7. Глотка

### Дыхательная система
Дыхательная система характеризуется тем, что специализированных органов нет. Газообмен производится через всю поверхность тела.
Анатомический коэффициент диффузии, по результатам исследования Анке Шмитц, Мая Геммеля и Стивена Ф. Пэрри (2000), является наивысшим в выстилке атриальной полости и коже, покрывающей сегментарные мышцы:
| Части тела                          | Способность к диффузии О{\displaystyle _{2}} (мкл·мин−1·кПа−1·мг−1) | Диффузионная способность в процентах от общей способности всего тела |
| ----------------------------------- | ------------------------------------------------------------------- | -------------------------------------------------------------------- |
| Кожа вокруг миомеров                | 0,78 × 10−3                                                         | 9 %                                                                  |
| Кожа вокруг метаплевральной складки | 0,32 × 10−3                                                         | 4 %                                                                  |
| Метаплевральный целом               | 0,25 × 10−3                                                         |                                                                      |
| Поперечный мускул                   | 0,08 × 10−3                                                         |                                                                      |
| Жаберные щели                       | 0,32 × 10−3                                                         | 4 %                                                                  |
| Жаберный целом                      | 0,23 × 10−3                                                         |                                                                      |
| Жаберные кровеносные сосуды         | 0,09 × 10−3                                                         |                                                                      |
| Выстилка атриальной полости         | 7,43 × 10−3                                                         | 83 %                                                                 |
| Подхордальный целом                 | 0,76 × 10−3                                                         |                                                                      |
| Гоноцель (полость гонады)           | 4,47 × 10−3                                                         |                                                                      |
| Кишечный целом                      | 0,98 × 10−3                                                         |                                                                      |
| Мускулатура                         | 1,22 × 10−3                                                         |                                                                      |

Процент диффузионной способности поверхностей вокруг целомических полостей (76 %) соответствует гипотезе, согласно которой целом может функционировать как циркуляторная система дыхательных газов. Диффузионная способность мускулатуры ланцетника (23 %), указывает на то, что миомеры, возможно, самостоятельно поглощают кислород. Исследование показало, что в процессе дыхания кровеносные сосуды жаберных щелей не играют значительной роли (1 %).
Значение кровеносной системы для газообмена также представляется спорной из-за ряда причин: у ланцетников отсутствует сердце (пульсирующие сосуды сокращаются нескоординированно), нет эндотелия, эритроцитов и дыхательных пигментов. Поэтому у ланцетников в процессе газообмена играет важную роль именно диффузия.
Целомические полости ланцетника довольно обширны, а их стенки содержат сокращающиеся миоэпителиальные клетки. К тому же мышцы и целомические полости примыкают к внутренней и внешней поверхностям тела ланцетника — эпителиальному слою атриальной полости и коже. Такое расположение идеально подходит для прямого газообмена. Таким образом, вполне возможно, что основной циркуляторной системой, переносящей кислород и углекислый газ, является целомическая система.

### Кровеносная система

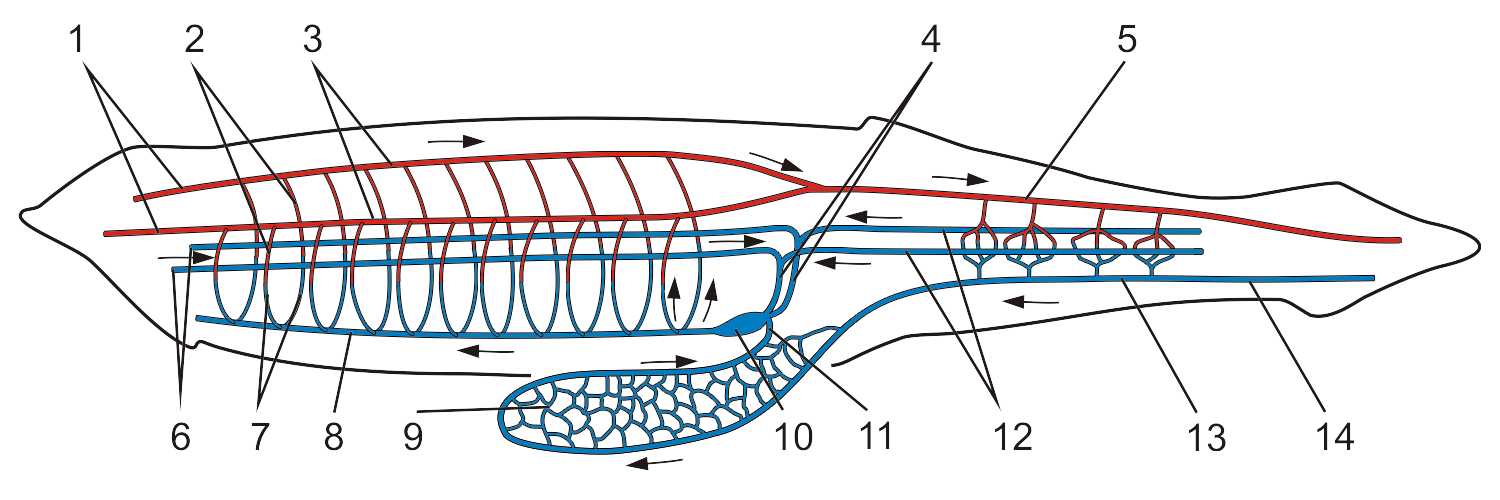
Схема кровообращения ланцетника:
1. Сонные артерии
2. Выносящие жаберные артерии
3. Корни спинной аорты
4. Кювьеровы протоки
5. Спинная аорта
6. Передние кардинальные вены
7. Приносящие жаберные артерии
8. Брюшная аорта
9. Воротная система печёночного выроста
10. Венозный синус
11. Печёночная вена
12. Задние кардинальные вены
13. Подкишечная вена
14. Хвостовая вена

Кровеносная система частично замкнута и отграничена от окружающих органов стенками кровеносных сосудов. Мелкие сосуды лишены эндотелиальной выстилки, эндотелий крупных сосудов не сплошной.
Под глоткой располагается брюшная аорта (aorta ventralis) — крупный сосуд, стенки которого постоянно пульсируют и перегоняют кровь, таким образом заменяя сердце. Пульсация происходит посредством медленного, нескоординированного сокращения миоэпителиального слоя рядом расположенных целомических полостей. По брюшной аорте венозная кровь движется к головному концу тела. Через тонкие покровы сотен жаберных артерий (выносящих), отходящих по числу межжаберных перегородок от брюшной аорты, происходит поглощение кровью растворённого в воде кислорода. Основания жаберных артерий — луковички — также имеют способность к пульсации. Жаберные артерии впадают в парные (правый и левый) корни спинной аорты (aorta dorsalis), которая находится у заднего края глотки, и тянется под хордой до конца хвоста. Передний конец тела снабжается кровью двумя короткими веточками парных корней спинной аорты (aorta dorsalis) — сонными артериями. По ответвляющимся от дорсальной аорты артериям кровь поступает во все части тела. Так представлена артериальная система кровообращения ланцетников.
Пройдя по капиллярной системе, от стенок кишечника венозная кровь собирается в непарную подкишечную вену, идущую в виде печёночной вены к печёночному выросту. В нём кровь вновь рассыпается на капилляры — формируется воротная система печени. Капилляры печёночного выроста вновь сливаются в короткую печёночную вену, впадающую в небольшое расширение — венозный синус. Из обоих концов тела кровь собирается в парные передние и задние кардинальные вены. С каждой стороны они сливаются и образуют правый и левый кювьеровы протоки (общие кардинальные вены), впадающие в венозный синус, который является началом брюшной аорты. Из этого следует, что у ланцетников один круг кровообращения. Их кровь бесцветна и не содержит дыхательных пигментов. Насыщенность кислородом крови в артериях и венах сходна — небольшие размеры животных и однослойная кожа позволяют насыщать кровь кислородом не столько через жаберные артерии, сколько через поверхностные сосуды тела.

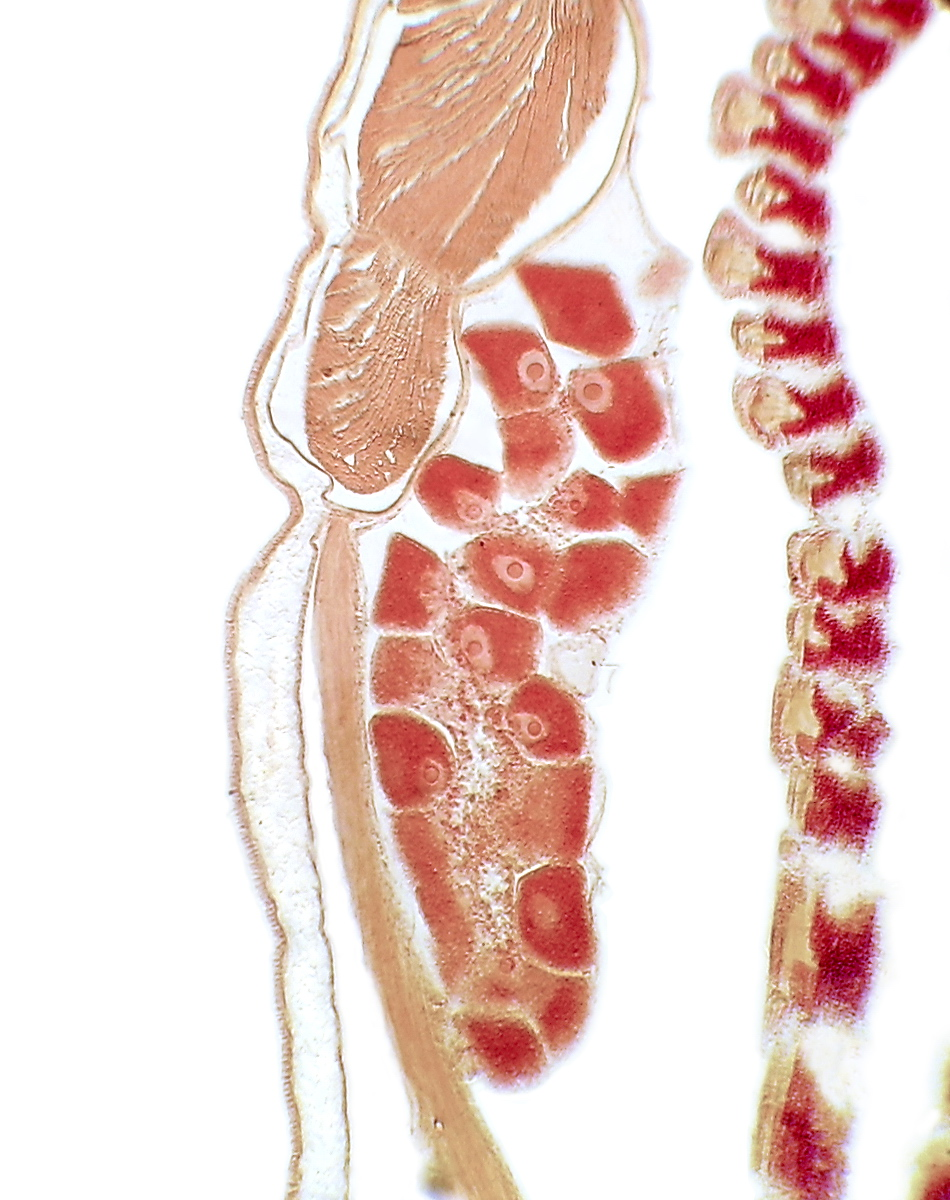
Яичник ланцетника

### Репродуктивная система
Представители рода ланцетников, как и другие бесчерепные, раздельнополы: у каждого животного развиваются либо яичники, либо семенники. Гонады самцов и самок внешне похожи — это шарообразные выпуклости, распределённые посегментно на стенке тела, примыкающей к атриальной полости. Половых желёз (гонад) обычно 25—26 пар. Половых протоков нет, и созревшие половые клетки попадают в атриальную полость через разрывы стенок гонад и стенок тела; с потоком воды через атриопор они выводятся во внешнюю среду. У неполовозрелых ланцетников половых органов нет.

## Образ жизни и питание
Обитают во многих морях умеренных поясов, в том числе и в Чёрном море, в прибрежных зонах с чистым песчаным дном. Так как ланцетники бентосные животные, большую часть времени они проводят на дне, принимая разные положения для кормёжки в зависимости от рыхлости песка. Если песок рыхлый, ланцетники глубоко зарываются в субстрат и выставляют наружу только передний конец тела; если почва илистая и плотная — животные лежат на дне. Будучи потревоженными, ланцетники могут переплыть на небольшое расстояние и снова зарыться или лечь на грунт. Также они могут перемещаться через мокрый песок.
Ланцетники живут колониями числом более девяти тысяч особей на квадратный метр. Совершают сезонные миграции — переплывают на несколько километров.
Ланцетники — животные-фильтраторы: пища всасывается через ротовое отверстие с током воды, которая подгоняется движением ресничек. Пищей для ланцетников является в основном фитопланктон и планктон — различные ветвистоусые рачки, инфузории, диатомовые водоросли; а также личинки и яйца других низших хордовых и беспозвоночных. Характер питания, таким образом, пассивный.
Кислород, как и пища, поступает в организм ланцетника с потоком воды.

## Размножение
Размножаются ланцетники в весеннее, летнее или осеннее время. Сразу же после захода солнца самки начинают метать зрелые икринки (яйца). Оплодотворение происходит в воде, как и последующее индивидуальное развитие ланцетников.
Эмбриональное развитие ланцетников используется во многих учебниках и пособиях в качестве примера для описания эмбриогенеза хордовых, так как представляет собой упрощённую схему развития всех высших хордовых.

## Ланцетники и человек

### В мифологии
Ланцетники фигурируют в китайской мифологии. Первые письменные упоминания об этих животных относятся ко времени правления династии Тан (с VII по X век). Согласно легенде, бог литературы Вэньчан (кит. упр. 文昌, пиньинь Wénchāng) и его слуги путешествовали по небесам верхом на огромном крокодиле. Когда рептилия умерла и стала разлагаться, из неё вышло великое множество ланцетников, которым дали название — вэньчанъюй (кит. трад. 文昌魚, упр. 文昌鱼, пиньинь wénchāngyú, буквально «рыба бога литературы»). В различных вариантах легенда записывалась и при последующих династиях.

### В кулинарии
Ланцетники имеют чисто практическое применение — в ряде стран их употребляют в пищу. Азиатский ланцетник (B. belcheri) уже около 300 лет служит объектом специального промысла в юго-западной части Восточно-Китайского моря. Поздним летом и зимой, с августа по январь, ланцетника вылавливают с лодок — зачерпывают вместе с песком особой лопатой на бамбуковом шесте в течение первых 2—3 часов после отлива. Одна лодка может добыть примерно 5 кг ланцетников в день. Ежегодно вылавливают около 35 т.
Предварительные данные анализа компонентов мяса ланцетника приведены в следующей таблице:
| Анализируемые показатели | Содержание |
| ------------------------ | ---------- |
| Влага                    | 88,9 %     |
| Белок                    | 9,4 %      |
| Зола                     | 1,3 %      |
| Жиры                     | 0,7 %      |
| Углеводы                 | 0 %        |

Холестерин составляет только 18,3 мг на 100 г мяса ланцетника, а омега-3-жирные кислоты — 0,56 г, то есть 30 % от всех жирных кислот. При этом редкая докозапентаеновая омега-3-жирная кислота (ДПК; 22:5, (n−3)) преобладает над распространёнными эйкозапентаеновой (ЭПК; 20:5, (n−3)) и докозагексаеновой (ДГК; 22:6, (n−3)) жирными кислотами.
Азиатский ланцетник — не единственный вид, который имеет промысловое значение; к числу промысловых видов также относятся карибский, чилийский и европейский ланцетники.
Из азиатских ланцетников готовят супы, их жарят или сушат на медленном огне для последующего экспортирования на остров Ява и в Сингапур. Ланцетника иногда используют в пищу в Сицилии и Неаполе.

### В науке
Ланцетники служат модельными объектами для исследований в связи с их родством с позвоночными животными, в том числе с человеком. Вопросы, касающиеся происхождения ланцетников и их филогенетического родства с позвоночными, изучаются методами молекулярной биологии и генетики. Исследования их внутреннего и внешнего строения, а также индивидуального развития и образа жизни могут помочь понять эволюционную историю позвоночных животных и человека.

## Классификация и филогения
Ланцетники были впервые описаны П. С. Палласом (1774), принявшим их за моллюсков (Limax lanceolatus, то есть «слизень ланцетовидный»). Ланцетник был также описан у А. Брема в многотомном издании «Жизнь животных».
Положение ланцетников всегда являлось спорным, так как у них наблюдаются признаки как позвоночных, так и беспозвоночных животных. В связи с этим ланцетники рассматривались как связующее звено между этими двумя группами животных. А. О. Ковалевский, внёсший огромный вклад в изучение этих животных, доказал, что ланцетники принадлежат к типу хордовых и занимают промежуточное положение между оболочниками и позвоночными животными.
Расшифровка генома ланцетника, законченная в 2008 году, подтвердила близость ланцетников к общему предку позвоночных, а также позволила уточнить эволюционное дерево вторичноротых в целом. Согласно данным последней работы, ланцетники являются более дальними родственниками позвоночных, чем оболочники.
Ранее рассматривались как представители монотипического класса ланцетников (Amphioxi); в настоящее время он фигурирует под другим научным названием — Leptocardii.
Согласно современной классификации, в род ланцетников включают 23 вида:
- Branchiostoma africae Hubbs, 1927
- Branchiostoma arabiae Webb, 1957
- Branchiostoma bazarutense Gilchrist, 1923
- Branchiostoma belcheri (J.E. Gray, 1847) — Азиатский ланцетник
- Branchiostoma bennetti Boschung & Gunter, 1966
- Branchiostoma bermudae Hubbs, 1922 — Бермудский ланцетник
- Branchiostoma californiense Andrews, 1893 — Калифорнийский ланцетник
- Branchiostoma capense Gilchrist, 1902
- Branchiostoma caribaeum Sundevall, 1853 — Карибский ланцетник
- Branchiostoma elongatum Sundevall, 1852 — Чилийский ланцетник
- Branchiostoma floridae Hubbs, 1922 — распространён в Мексиканском заливе[5]
- Branchiostoma gambiense Webb, 1958
- Branchiostoma indicum (Willey, 1901) — Индийский ланцетник
- Branchiostoma japonicum (Willey, 1897)
- Branchiostoma lanceolatum (Pallas, 1774) [syn. Amphioxus lanceolatus] — Европейский ланцетник
- Branchiostoma leonense Webb, 1956
- Branchiostoma longirostrum Boschung, 1983
- Branchiostoma malayanum Webb, 1956
- Branchiostoma nigeriense Webb, 1955
- Branchiostoma platae Hubbs, 1922
- Branchiostoma senegalense Webb, 1955
- Branchiostoma tattersalli Hubbs, 1922
- Branchiostoma virginiae Hubbs, 1922

В работе японской группы учёных, изучавших на основе сравнительного анализа последовательностей митохондриальной ДНК филогенез всех трёх родов ланцетниковых: ланцетники-асимметроны (Asymmetron), Branchiostoma и ланцетники-эпигонихты (Epigonichthys) — показано, что Epigonichthys является сестринской группой рода Branchiostoma, а образованная ими клада — сестринской группой рода Asymmetron.